# Luis Alberto Escobedo
Luis Alberto Escobedo (Santiago del Estero, 3 de septiembre de 1962) es un exfutbolista argentino, que tuvo trayectoria en clubes de Argentina y Chile. En 1982 participó en la Guerra de las Malvinas.

## Clubes
| Club                | País      | Año       |
| ------------------- | --------- | --------- |
| Los Andes           | Argentina | 1982      |
| Belgrano de Córdoba | Argentina | 1983-1985 |
| Los Andes           | Argentina | 1986-1987 |
| Colón de Santa Fe   | Argentina | 1988-1989 |
| Santiago Wanderers  | Chile     | 1990-1991 |
| Vélez Sarsfield     | Argentina | 1992-1993 |
| Belgrano de Córdoba | Argentina | 1994-1995 |
| Temperley           | Argentina | 1996-1999 |
| Sportivo Dock Sud   | Argentina | 1999-2000 |